# Marcellino Lucchi
Marcellino Lucchi (* 13. März 1957 in Cesena) ist ein ehemaliger italienischer Motorradrennfahrer.
Lucchi war jahrelang als Testfahrer für Aprilia mit der Entwicklung der Maschinen für Motorrad- und Superbike-Weltmeisterschaft beschäftigt.

## Karriere
Marcellino Lucchi begann 1977, im Alter von 20 Jahren, mit dem Motorradsport. Er arbeitete bei der Müllabfuhr und betrieb den Rennsport lange Jahre nur als Hobby am Wochenende. Sein Debüt in der Motorrad-Weltmeisterschaft gab er beim Großen Preis der Nationen 1982, als er auf einer Yamaha den siebten Rang im 250-cm³-Rennen belegte. Bis 1989 startete der Italiener als Wildcard-Pilot regelmäßig bei 250er-WM-Läufen, jedoch ohne dabei großen Erfolg zu haben. 1990 und 1991 bestritt Lucchi auf Aprilia die Viertelliter-WM als Stammfahrer, konnte aber wiederum nicht mit vorderen Platzierungen auf sich aufmerksam machen.
Im Jahr 1992 trat Lucchi bei keinen Grands Prix an, wurde aber auf Aprilia erstmals Italienischer 250-cm³-Meister. Bis 1997 gewann er diesen Titel insgesamt sechs Mal in Folge.
Ab 1993 startete Marcellino Lucchi als Wildcard- und Ersatzpilot wieder sporadisch in der 250er-WM. Beim Großen Preis von Italien 1995 in Mugello gelang ihm im Alter von 38 Jahren mit Rang drei hinter Max Biaggi und Tetsuya Harada sein erster Podestplatz in der Motorrad-WM. Im folgenden Jahr wurde Lucchi bei seinem Heim-Grand-Prix hinter Biaggi sogar Zweiter. Außerdem bestritt er auf der 400-cm³-V2-Aprilia als Ersatzmann für Doriano Romboni die einzigen beiden 500er-WM-Läufe seiner Karriere.
Beim Großen Preis von Italien 1998 erreichte Marcellino Lucchi in der Viertelliterklasse den einzigen Grand-Prix-Sieg seiner Laufbahn. Er verwies im Rennen in Mugello, das wegen Regens abgebrochen und neu gestartet werden musste, als Wildcard-Pilot seine Aprilia-Werksteam-Kollegen Valentino Rossi, Tetsuya Harada und Loris Capirossi auf die Plätze und wurde mit 41 Jahren und 65 Tagen viertältester Sieger eines 250er-Grand-Prix in der Geschichte der Motorrad-WM. Der spätere dritte Rang beim Großen Preis von Tschechien in Brünn, wo er für das Team Docshop Racing als Ersatzmann für Jürgen Fuchs startete, verhalfen dem Italiener zu Rang 15 im Gesamtklassement und damit zur besten WM-Platzierung seiner Karriere.
Danach konnte Lucchi nicht mehr an diese Erfolge anknüpfen. Seinen letzten Grand Prix bestritt er 47-jährig 2004 in Malaysia.
Marcellino Lucchi absolvierte in 23 Jahren insgesamt 78 WM-Läufe und erreichte dabei einen Sieg sowie vier weitere Podiumsplatzierungen und drei Pole-Positionen.

## Erfolge
- Italienischer 250-cm³-Meister auf Aprilia: 1992, 1993, 1994, 1995, 1996, 1997
- 1 Grand-Prix-Sieg

## Verweise